# Sandovalina
Sandovalina là một đô thị ở bang São Paulo của Brasil. Đô thị này nằm ở vĩ độ 22º27'22" độ vĩ nam và kinh độ 51º45'47" độ vĩ tây, trên khu vực có độ cao 424 m. Dân số năm 2004 ước tính là 3.441 người. 
Đô thị này có diện tích 456,47 km². 

## Thông tin nhân khẩu
Dữ liệu dân số theo điều tra dân số năm 2000
Tổng dân số: 3.089
- Urbana: 1.750
- Rural: 1.339
- Homens: 1.530
- Mulheres: 1.559

Mật độ dân số (người/km²): 6,78
Tỷ lệ tử vong trẻ sơ sinh dưới 1 tuổi (trên một triệu người): 11,15
Tuổi thọ bình quân (tuổi): 73,96
Tỷ lệ sinh (số trẻ trên mỗi bà mẹ): 2,90
Tỷ lệ biết đọc biết viết: 86,22%
Chỉ số phát triển con người (HDI-M): 0,773
- Chỉ số phát triển con người - Thu nhập: 0,656
- Chỉ số phát triển con người - Tuổi thọ: 0,816
- Chỉ số phát triển con người - Giáo dục: 0,847

(Nguồn: IPEADATA)

### Sông ngòi
- Sông Paranapanema
- Sông Pirapozinho
- Ribeirão do Rebojo

### Các xa lộ
- SP-425